# Anders Bäckegren
Anders Bäckegren, švedski rokometaš, * 25. julij 1968, Gothenburg.
Leta 1992 je na poletnih olimpijskih igrah v Barceloni v sestavi švedske reprezentance osvojil srebrno olimpijsko medaljo.